# ФК Дуна
ФК Дуна (мађ. Duna SK), је мађарски фудбалски тим са седиштем у Будимпешти који се налази у IV округу.

## Историја
Тим се само једном појавио у НБ I под именом Берипари долгозок ШЕ у сезони 1950. године. Тим тренутно игра у будимпештанској 3. лиги.

## Промена имена
- 1949–1951: Берипари долгозок ШЕ − (Bőripari Dolgozók Sport Egyesülete)
- 1951–1952: IV округ Вереш лобого ШК − (IV. ker. Vörös Lobogó SK)
- 1952–1957: Вереш лобого Дуна Ципеђар − (Vörös Lobogó Duna-cipőgyár)
- 1957–?: Дуна Ципеђар ШК − (Duna Cipőgyári SK)
- 1996–: Дуна ШК − (Duna SK)[1]

## Достигнућа
НБ I
- учесник (15. место): 1950.

НБ II
- шампион: 1949/50.
- Победник Купа Будимпеште 2005/06.[1]